# Alfaraz de Sayago
Alfaraz de Sayago è un comune spagnolo di 197 abitanti situato nella comunità autonoma di Castiglia e León.
Paese natale di Ramiro Ledesma Ramos